# Beaton’s Cottage

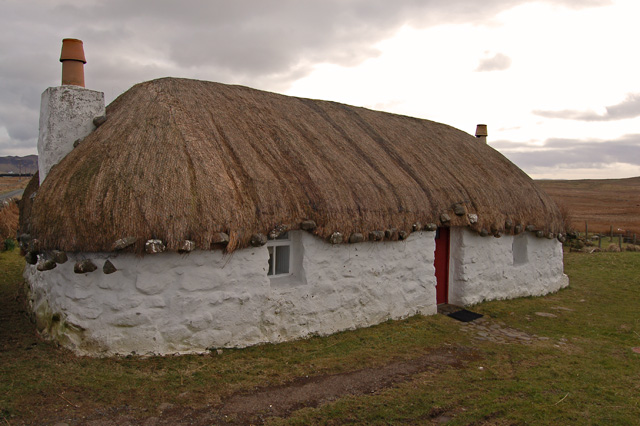
Beaton’s Cottage

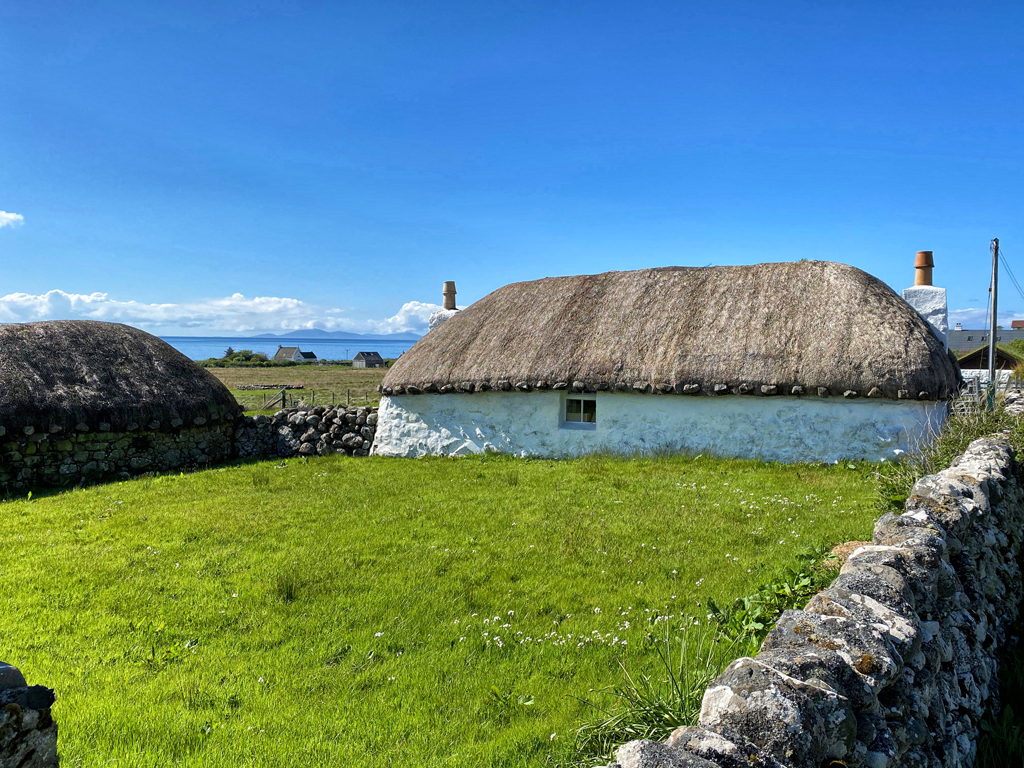
Rückwärtige Fassade; links die Scheune

Beaton’s Cottage, auch Beaton’s Croft, ist ein Wohngebäude in der schottischen Ortschaft Bornesketaig auf der Insel Skye in der Council Area Highland. 1971 wurde das Bauwerk in die schottischen Denkmallisten in der höchsten Denkmalkategorie A aufgenommen.

## Geschichte
Das Cottage wurde im 19. Jahrhundert, vermutlich um 1880 errichtet. Es handelt sich um eines von drei Cottages, dass die Gebrüder Gillies erbauten. Die anderen beiden sind bereits verfallen. Das Gebäude war noch bis 1980 bewohnt. Der National Trust for Scotland übernahm Beaton’s Cottage, restaurierte es und bietet es als Ferienwohnung an. In diesem Zuge wurde 1999 die Reeteindeckung erneuert und der Innenraum modernisiert.

## Beschreibung
Beaton’s Cottage steht in der Streusiedlung Bornesketaig im Norden von Skye nahe der Küste der Schottischen See. Es entspricht der inseltypischen traditionellen Behausung eines Crofters, von der heute nur noch wenige Exemplare erhalten geblieben sind. Um besseren Schutz vor der teils harschen Witterung zu bieten, ist das mächtige Feldsteinmauerwerk an den Gebäudekanten abgerundet und ist äußerlich gekalkt. Die nordexponierte Hauptfassade ist drei Achsen weit. Vierteilige Sprossenfenster flankieren die zentrale Eingangstür. Ein weiteres Fenster gleicher Abmessung befindet sich an der Gebäuderückseite. Das Gebäude schließt mit einem reetgedeckten Walmdach mit walmständigen Kaminen.
Jenseits des Cottages steht eine Scheune, die in den Denkmalschutz einbezogen ist. Sie ist ähnlich dem Cottage aufgebaut und mit zwei kleinen Dachfenstern ausgeführt.